# タマトア・ワグマン
タマトア・ワグマン（Tamatoa Wagemann、1980年3月18日 - ）は、タヒチ・パペーテ出身でタヒチ代表のサッカー選手。現在タヒチ・ディビジョン・フェデレールのASドラゴンに所属。ポジションはCB、MF。

## 経歴
RCストラスブールのユースB出身で、2003年にアイントラハト・バード・クロイツナハを経てバーデン＝ヴュルテンベルク州オーバーリーガ所属のSVリンツに入団。翌年にはスイスのFCアッルに移籍した。
2007年にはスイスを去り、フランスのSOショレに移籍し三年間を過ごした後に、フランスアマチュア選手権2部、すなわちフランス5部のUSシャンゲに移籍。

## 代表歴
タヒチ代表としてはOFCネイションズカップ2012の前に2回出場を果たしている。同杯では第一試合にスターティングメンバーとして出場した他、次の二試合でも途中出場を果たした。また、その後FIFAコンフェデレーションズカップ2013の際にもメンバーとして選出されている。

## 個人成績
| タヒチ代表 | タヒチ代表 | タヒチ代表 |
| 年         | 出場       | 得点       |
| ---------- | ---------- | ---------- |
| 2011       | 2          | 0          |
| 2012       | 5          | 0          |
| 計         | 7          | 0          |

## タイトル
タヒチ
- OFCネイションズカップ:

優勝 (1): 2012